# Équipe de Grèce des moins de 17 ans de football
Maillots
L'équipe de Grèce de football des moins de 17 ans est constituée par une sélection des meilleurs joueurs grecs de moins de 17 ans sous l'égide de la Fédération de Grèce de football. Elle n'a ni remporté de Championnat d'Europe de football des moins de 17 ans, ni de Coupe du monde de football des moins de 17 ans.

## Parcours

### Parcours en Championnat d'Europe
| - 1982 : Non qualifiée - 1984 : Non qualifiée - 1985 : Finaliste - 1986 : 1er tour - 1987 : 1er tour - 1988 : Non qualifiée - 1989 : 1er tour - 1990 : Non qualifiée - 1991 : 3e - 1992 : Non qualifiée - 1993 : 1er tour - 1994 : Non qualifiée - 1995 : Non qualifiée - 1996 : 4e - 1997 : Non qualifiée - 1998 : Quarts-de-finale - 1999 : 1er tour - 2000 : 4e - 2001 : Non qualifiée - 2002 : Non qualifiée - 2003 : Non qualifiée |  | - 2004 : Non qualifiée - 2005 : Non qualifiée - 2006 : Non qualifiée - 2007 : Non qualifiée - 2008 : Non qualifiée - 2009 : Non qualifiée - 2010 : 1er tour - 2011 : Non qualifiée - 2012 : Non qualifiée - 2013 : Non qualifiée - 2014 : Non qualifiée - 2015 : 1er tour - 2016 : Non qualifiée - 2017 : Non qualifiée - 2018 : Non qualifiée - 2019 : 1er tour - 2020 - 2021 : Éditions annulées - 2022 : Non qualifiée - 2023 : Non qualifiée |

### Parcours en Coupe du monde
| - 1985 : Non qualifiée - 1987 : Non qualifiée - 1989 : Non qualifiée - 1991 : Non qualifiée - 1993 : Non qualifiée - 1995 : Non qualifiée - 1997 : Non qualifiée - 1999 : Non qualifiée - 2001 : Non qualifiée - 2003 : Non qualifiée |  | - 2005 : Non qualifiée - 2007 : Non qualifiée - 2009 : Non qualifiée - 2011 : Non qualifiée - 2013 : Non qualifiée - 2015 : Non qualifiée - 2017 : Non qualifiée - 2019 : Non qualifiée - 2023 : Non qualifiée |